# Malabsorção de frutose
Malabsorção de frutose ou má absorção de fructose, é um distúrbio digestivo em que a absorção de frutose é prejudicada por defeitos nos transportadores de frutose nos enterócitos do intestino delgado. Isto resulta num aumento da concentração de frutose em todo o intestino.
Frequentemente má diagnosticada como síndrome do intestino irritável, intolerância a lactose, doença celíaca ou intolerância a glúten por terem sintomas similares. Não confundir com intolerância hereditária a frutose, que é mais grave e o problema está em enzimas do fígado. 

## Sintomas
Possíveis sintomas incluem:
- Inchaço (pela fermentação da frutose no intestino)
- Diarreia e/ou constipação
- Flatulência
- Refluxo
- Dor de barriga variando de intensidade
- Náusea e Vômito (quando muita frutose é consumida)
- Depressão leve

## Tratamento
Deve-se evitar alimentos com mais frutose que glucose como:
- Diversas frutas: maçã, pera, goiaba, melão, mamão, marmelo, carambola, uva e melancia;
- Diversos legumes: abobrinha, ervilha, abóbora...
- Frutas secas - figo, uva passa, sultana;
- Vinhos e licores,
- Mel e Néctar de agave,
- Xarope de milho (Comum em muitos alimentos industrializados),
- Sucos de frutas com polpa.

Frutos com menos frutose que glucose e portanto podem ser consumidos moderadamente incluem:
- Frutas cítricas,
- Frutas vermelhas,
- Banana,
- Abacaxi,
- Pêssego,
- Kiwi,
- Maracujá,
- Ameixa,
- Abacate.